# Campionati italiani maschili assoluti di atletica leggera 1934
I XXV campionati italiani assoluti di atletica leggera si svolsero presso l'Arena Civica di Milano il 28 e 29 luglio 1934. Furono assegnati ventidue titoli nazionali, tutti in ambito maschile, compresa la maratona, che in quest'edizione si svolse in concomitanza con le gare su pista.
Al termine delle gare furono stilate due classifiche, una per società e una per zone. La classifica per società vide trionfare l'ASSI Giglio Rosso di Firenze con 213 punti, seguita da Pro Patria Milano e Virtus Bologna Sportiva, rispettivamente con 206 e 124 punti. La classifica per zone vide invece intesta la II zona (Lombardia) con 292 punti, mentre al secondo e terzo posto si piazzarono rispettivamente la VII zona (Emilia) e l'VIII zona (Toscana), con 288 e 203 punti.
La gara del decathlon si tenne a Firenze il 20 e 21 ottobre, mentre il titolo italiano della marcia 50 km fu assegnato il 22 luglio a Milano.
Durante la manifestazione Danilo Innocenti migliorò il record italiano del salto con l'asta, superando l'asticella posta a 3,95 m.

## Risultati

### Le gare del 28-29 luglio a Milano
| Specialità             | Oro                                                                                 | Prestazione | Argento                                        | Prestazione | Bronzo                                            | Prestazione |
| Corse                  |                                                                                     |             |                                                |             |                                                   |             |
| 100 m                  | Edgardo Toetti Pro Patria Milano                                                    | 10"8        | Orazio Mariani Sport Club Italia               | 11"1        | Ulderico Di Blas Unione Ginnastica Goriziana      | 11"2        |
| 200 m                  | Edgardo Toetti Pro Patria Milano                                                    | 22"0        | Tullio Gonnelli Virtus Bologna Sportiva        | n/d         | Giacomo Carlini Atletica San Giorgio Genova       | n/d         |
| 400 m                  | Ettore Tavernari La Fratellanza 1874                                                | 49"5        | Giovanni Turba Pro Patria Milano               | 50"1        | Mario Gerbella Pro Patria Milano                  | 50"8        |
| 800 m                  | Mario Lanzi Dopolavoro SIAI Sesto Calende                                           | 1'54"1      | Ettore Tavernari La Fratellanza 1874           | 1'56"9      | Italo Pigozzo Società Ginnastica Costantino Reyer | 1'57"9      |
| 1500 m                 | Luigi Beccali Pro Patria Milano                                                     | 4'00"8      | Mario Lanzi Dopolavoro SIAI Sesto Calende      | 4'04"6      | Giuseppe Gordini Virtus Bologna Sportiva          | 4'07"0      |
| 5000 m                 | Salvatore Mastroieni Virtus Messina                                                 | 15'25"6     | Bruno Betti ASSI Giglio Rosso                  | 15'32"6     | Antonio Pivato Dopolavoro Nord Edison             | 15'38"2     |
| 10 000 m               | Spartaco Morelli Associazione Sportiva Forlì                                        | 32'59"2     | Bruno Betti ASSI Giglio Rosso                  | 33'19"6     | Giovanni Balbusso Club Sportivo Audace Roma       | 33'37"6     |
| Maratona               | Michele Fanelli Club Sportivo Audace Roma                                           | 2h49'14"    | Giovanni Balvusso Club Sportivo Audace Roma    | 2h53'58"    | Gino Saccani Comitato provinciale FIDAL Parma     | 2h54'14"    |
| 110 m hs               | Corrado Valle Unione Sportiva Pisa                                                  | 15"1        | Gianni Caldana Società Ginnastica Umberto I    | 15"4        | Fulvio Setti La Fratellanza 1874                  | 16"2        |
| 400 m hs               | Mario Radaelli Pro Patria Milano                                                    | 56"6        | Ado Del Perugia ASSI Giglio Rosso              | n/d         | Emilio Biancheri Atletica San Giorgio Genova      | n/d         |
| 3000 m siepi           | Nello Bartolini ASSI Giglio Rosso                                                   | 9'45"4      | Umberto Bacchi Virtus Bologna Sportiva         | 10'4"2      | Alfredo Furia Fondazione Bentegodi Verona         | 10'20"4     |
| Staffetta 4×100 m      | Pro Patria Milano Giovannino Cani Giovanni Fusarpoli Mario Larocchi Angelo Ferrario | 43"0        | Unione Ginnastica Goriziana                    | 43"3        | ASSI Giglio Rosso                                 | 43"3        |
| Staffetta 4×400 m      | Pro Patria Milano Mario Radaelli Giuseppe Raddrizzani Mario Gerbella Giovanni Turba | 3'23"8      | GUF Torino squadra A                           | 3'28"4      | Virtus Bologna Sportiva                           | 3'30"2      |
| Salti                  |                                                                                     |             |                                                |             |                                                   |             |
| Salto in alto          | Renato Dotti Virtus Bologna Sportiva                                                | 1,85 m      | Angelo Tommasi Fondazione Bentegodi Verona     | 1,80 m      | Ferdinando Natale Gruppi Sportivi Fiamme Gialle   | 1,80 m      |
| Salto con l'asta       | Danilo Innocenti ASSI Giglio Rosso                                                  | 3,95 m      | Antonio Sarovich Gruppi Sportivi Fiamme Gialle | 3,65 m      | Mario Romeo Società Ginnastica Pro Novara         | 3,65 m      |
| Salto in lungo         | Francesco Tabai Unione Ginnastica Goriziana                                         | 7,16 m      | Arturo Maffei ASSI Giglio Rosso                | 7,10 m      | Guido Bologna GUF Torino                          | 6,85 m      |
| Salto triplo           | Folco Guglielmi Unione Sportiva Pisa                                                | 14,02 m     | Rolando Pezzoli Virtus Bologna Sportiva        | 13,61 m     | Antonio Milanese Michelin Torino                  | 13,59 m     |
| Lanci                  |                                                                                     |             |                                                |             |                                                   |             |
| Getto del peso         | Lauro Bononcini Virtus Atletica Bologna                                             | 13,88 m     | Albino Pighi Fondazione Bentegodi Verona       | 13,22 m     | Enrico Rolla Atletica San Giorgio Genova          | 13,17 m     |
| Lancio del disco       | Giorgio Oberweger Virtus Bologna Sportiva                                           | 45,88 m     | Benvenuto Mignani Virtus Bologna Sportiva      | 42,25 m     | Ruggero Biancani Virtus Bologna Sportiva          | 42,19 m     |
| Lancio del martello    | Fernando Vandelli La Fratellanza 1874                                               | 46,53 m     | Armando Poggioli La Fratellanza 1874           | 44,07 m     | Annibale Carpi Atletica San Giorgio Genova        | 42,18 m     |
| Lancio del giavellotto | Bruno Testa Ginnastica Zara                                                         | 60,19 m     | Mario Agosti Associazione Sportiva Udinese     | 56,79 m     | Gino Ricci EFEF Alessandria                       | 56,71 m     |
| Prove multiple         |                                                                                     |             |                                                |             |                                                   |             |
| Pentathlon             | Enrico Torre ASSI Giglio Rosso                                                      | 3204,85 p.  | Luigi Spazzali Unione Ginnastica Goriziana     | 3281,93 p.  | Federico Guidi Gruppi Sportivi Fiamme Gialle      | 3262,34 p.  |

### La 50 km di marcia del 22 luglio a Milano
| Specialità   | Oro                             | Prestazione | Argento        | Prestazione | Bronzo                              | Prestazione |
| Marcia 50 km | Ettore Rivolta Gruppo Mussolini | 4h49'37"6   | Mario Brignoli | 4h58'12"6   | Mazza Dopolavoro ferroviario Milano | 5h00'38"0   |

### Il decathlon del 20-21 ottobre a Firenze
| Specialità | Oro                                          | Prestazione | Argento                      | Prestazione | Bronzo                             | Prestazione |
| Decathlon  | Eletto Contieri Società Ginnastica Triestina | 6586,17 p.  | Roberto Lux Juventus Bolzano | 6165,055 p. | Danilo Innocenti ASSI Giglio Rosso | 5782,23 p.  |